# 고독한 방랑자
고독한 방랑자(Honkytonk Man)는 미국에서 제작된 클린트 이스트우드 감독의 1982년 코미디, 드라마 영화이다. 클린트 이스트우드 등이 주연으로 출연하였고 클린트 이스트우드 등이 제작에 참여하였다.

## 출연

### 주연
- 클린트 이스트우드
- 카일 이스트우드
- 존 맥킨타이어
- 알렉사 케닌
- 버나 블룸
- 맷 클라크

### 조연
- 베리 코빈
- 제리 하딘
- 팀 토머슨
- 마콘 맥칼먼
- 조 레갈부토

## 제작진
- 원작자: 클랜시 카릴
- 미술: 에드워드 C. 카르파그노